# Lantanita-(Ce)
La lantanita-(Ce) és un mineral de la classe dels carbonats. Rep el seu nom en al·lusió a la seva composició, que conté elements de sèrie dels lantànids, amb ceri (Ce) com a element dominant.

## Característiques
La lantanita-(Ce) és un carbonat de fórmula química (Ce,La,Nd)₂(CO₃)₃·8H₂O. Va ser aprovada com a espècie vàlida per l'Associació Mineralògica Internacional l'any 1983. Cristal·litza en el sistema ortoròmbic. Els cristalls són en forma de plaques, aplanats en {010}, amb un contorn romboïdal, d'aproximadament 5 mil·límetres. Comunament es troba com una escorça pulverulenta. La seva duresa a l'escala de Mohs és 2,5. És una espècie isostructural amb la lantanita-(La) i la lantanita-(Nd).
Segons la classificació de Nickel-Strunz, la lantanita-(Ce) pertany a «05.CC - Carbonats sense anions addicionals, amb H₂O, amb elements de terres rares (REE)» juntament amb els següents minerals: donnayita-(Y), ewaldita, mckelveyita-(Y), weloganita, tengerita-(Y), kimuraïta-(Y), lokkaïta-(Y), shomiokita-(Y), calkinsita-(Ce), lantanita-(La), lantanita-(Nd), adamsita-(Y), decrespignyita-(Y) i galgenbergita-(Ce).

## Formació i jaciments
És un mineral secundari poc freqüent, format normalment per l'alteració i la meteorització de minerals que contenen elements de terres rares. Sol trobar-se associada a l'allanita-(Ce) i a la cerita-(Ce). Va ser descoberta a la mina Britannia (Snowdon Mine), al mont Snowdon, a Gwynedd (Gal·les).